# Bitva o Zelené ostrovy
Bitva o Zelené ostrovy (krycím jménem operace Squarepeg) byla jednou z bitev války v Pacifiku během druhé světové války. Boje na ostrově probíhaly mezi 15. - 20. únorem 1944. Bitva byla svedena mezi Japonským císařstvím bránícím především ostrov Nissan a invazními vojsky Nového Zélandu a Spojených států amerických a skončila vítězstvím Spojenců.

## Strategická situace
Dlouhodobým cílem Spojenců v oblasti jihozápadního Pacifiku bylo neutralizovat (odříznout od zbytku Japonska) velkou japonskou základnu Rabaul na ostrově Nová Británie. Její dobývání by si pravděpodobně vyžádalo spoustu životů, proto byly postupně obsazovány pozice okolo této pevnosti, přičemž byla podrobována těžkému bombardování. Dalším cílem bylo obsazení Admiralitních ostrovů a poté pevnosti Kavieng na ostrově Nové Irsko. Vylodění na těchto ostrovech by však vyžadovalo podporu svazů letadlových lodí, které byly ovšem zaměstnány tažením ve středním Tichomoří proti Marshallovým a Gilbertovým ostrovům. Vrchní velitel amerických sil v oblasti, admirál William F. Halsey, však nehodlal čekat a rozhodl se zřídit základnu na slabě bráněných Zelených ostrovech. Ta by umožňovala dostatečnou podporu směrem k vylodění na Admiralitních ostrovech a na ostrově Nové Irsko.

## Příprava
Zelené ostrovy se skládají z několika malých atolů, přičemž Japonci měli posádku pouze na největším ostrově Nissan. Posádku tvořilo 120 vojáků. Přestože byla nepočetná, neponechali Spojenci nic náhodě. Dne 29. ledna vysadili tři novozélandské torpédoborce na Zelených ostrovech početnou skupinu novozélandských a amerických specialistů, kteří s pomocí místních domorodců posbírali veškeré informace potřebné k vylodění. Domorodci byli natolik vlídní, že se Spojenci rozhodli vypustit tradiční dělostřeleckou přípravu, aby nedošlo k civilním obětem. Obsazením byla pověřena 14. brigáda novozélandské 3. divize pod velením major - general (generálmajora) Harolda Borrowclougha. Vylodění měly krýt TF 39 a TF 67.

## Boj o ostrov
V noci ze 14. na 15. února se invazní konvoj přiblížil k Zeleným ostrovům. Tato skutečnost neunikla veliteli Rabaulu, viceadmirálu Harukiči Hyakutakovi, který vyslal proti plavidlům 32 letadel. Těm se povedlo zasáhnout lehký křižník USS St. Louis, na jehož palubě zahynulo 23 námořníků a dalších 28 bylo zraněno. Spojeneckému konvoji se na oplátku povedlo sestřelit 12 japonských letadel. Okolo šesté hodiny ranní začala překládka mužů do vyloďovacích plavidel a v 6:30 již bez odporu vstupovali na pláže ostrova Nissan. Do večera bylo vyloděno téměř 6 000 mužů a byly upraveny pláže tak, aby velká plavidla mohla přirážet až ke břehu. Následujícího dne vyrazila novozélandská armáda do vnitrozemí, kde měla za úkol zlikvidovat japonskou císařskou armádu ukrytou v džungli. Jejich situace byla beznadějná, přesto se žádný z nich nevzdal a 20. února padl poslední z nich.

## Po bitvě
4. března byla zprovozněna dráha pro stíhací letouny a o měsíc později i pro bombardéry. V tu dobu bylo již na ostrovech přes 16 000 vojáků a 43 000 tun válečného materiálu. Vznikl však drobný problém s místními obyvateli, kteří nyní neměli kde bydlet a pěstovat jídlo. Byli tedy po dohodě přesunuti na Guadalcanal, kde o ně bylo postaráno. Zelené ostrovy se staly důležitým opěrným bodem při posledních operacích vedoucích k neutralizaci Rabaulu.